# کته کلویتس
کِته اشمیت کُلویتس (به آلمانی: Käthe Schmidt Kollwitz) ‏ (۸ ژوئیه ۱۸۶۷ – ۲۲ آوریل ۱۹۴۵) طراح، چاپگر و مجسمه‌ساز آلمانی بود. او در آغاز به ناتورالیسم گرایش داشت و بعدها به اکسپرسیونیسم رو آورد. موضوع آثار او بیشتر فقر، گرسنگی و جنگ بود.

## زندگی و کار
کُلویتس در کونیگزبرگ که آن زمان بخشی از پادشاهی پروس بود، متولد شد و فرزند پنجم خانواده بود. پدرش، کارل اشمیت، شغل بنایی داشت و سوسیال‌دموکراتی مبارز بود. مادرش دختر کشیشی بود که بخاطر داشتن عقاید سوسیالیستی از کلیسای رسمی لوتری اخراج شده بود و خود کلیسای مستقلی راه انداخته بود. او در دوران کودکی و نوجوانی از آموزش‌های مذهبی و سیاسی پدربزرگش تأثیر زیاد گرفت.
پدرش که استعداد کُلویتس را در نقاشی دید او را به کلاس نقاشی فرستاد. مدتی نیز به مونیخ رفت و نقاشی آموخت.
کته در ۱۸۹۱ با کارل کلویتس ازدواج کرد. شوهر او پزشکی بود که از مردم فقیر برلین پرستاری می‌کرد. کته کلویتس در بسیاری از آثارش از چهره‌ها و شرایط زندگی بیماران فقیر شوهرش الهام می‌گرفت. بین سال‌های ۱۸۹۲ تا ۱۸۹۶ او مجموعه‌ای از کار با الهام از نمایشنامه گرهارد هاپتمان با نام «بافندگان» خلق کرد. کار او در نمایشگاه بزرگ هنر برلین نامزد دریافت مدال طلایی شد، اما قیصر ویلهلم دوم با دادن مدال طلایی به او مخالفت کرد. مجموعه بافندگان مشهورترین کار او به‌شمار می‌رود.
جوان‌ترین پسرش پیتر در هفته اول جنگ جهانی اول کشته شد و پس از آن کته به افسردگی طولانی دچار شد.
کته کلویتس سوسیالیستی متعهد و صلح‌جو بود. او عضو شورای هنری کارگران شد که به حزب سوسیال دموکرات آلمان وابسته بود.
او در ۱۹۲۰ به عضویت فرهنگستان هنرهای پروس درآمد و نخستین زنی بود که به این مقام رسید.
با روی کار آمدن حزب نازی در ۱۹۳۳، او را مجبور به استعفا از جایگاهش در هیئت علمی آکادمی هنرها کردند. اگر چه او از نمایش دادن کارهایش منع شده بود، بعضی از کارهایش را نازی‌ها برای تبلیغات به کار گرفتند.
شوهر کته در سال ۱۹۴۰ از بیماری در گذشت. نوه او نیز در جبهه روسیه در جنگ دوم کشته شد.
او برلین را در ۱۹۴۳ ترک کرده و به موریتزبورگ، نزدیک درسدن، نقل مکان کرد و درست قبل از پایان جنگ جهانی دوم در همان‌جا درگذشت.

زن با بچه مرده، سیاه‌قلم، ۱۹۰۳، نمایشگاه ملی هنر، D.C.

## نگارخانه

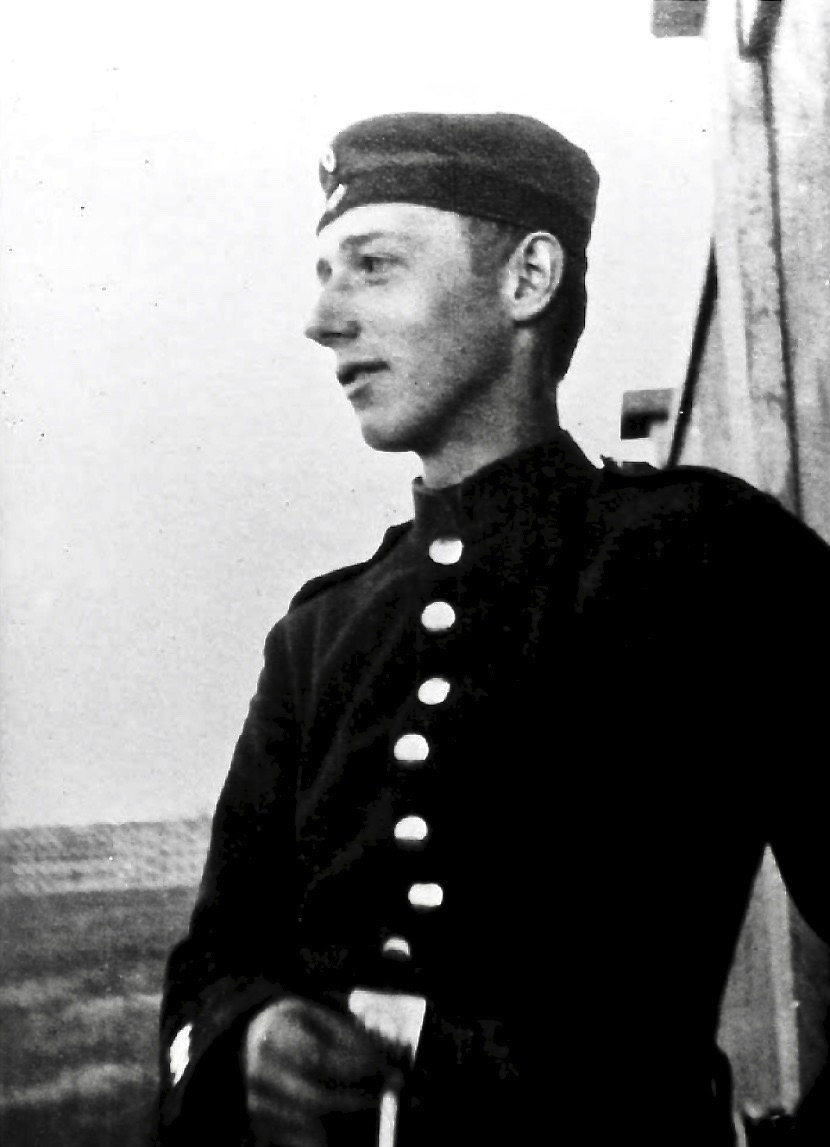
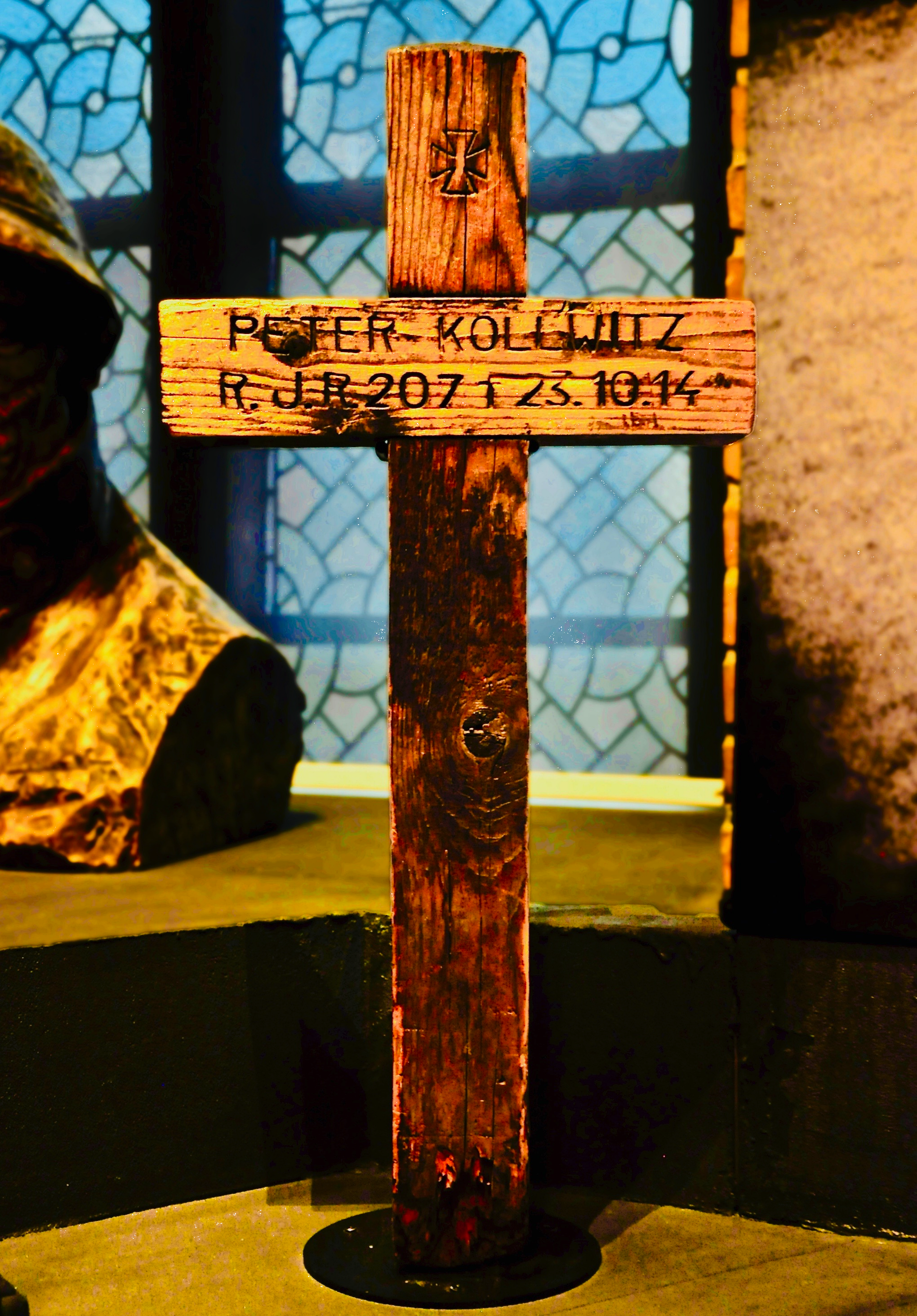